# Ludmila Lojdová
Ludmila Lojdová (* 22. března 1943 Rychnov nad Kněžnou) je česká pedagožka, grafička, ilustrátorka, autorka literárních příspěvků v časopisech a pohádek pro děti.

## Život
Narodila se v rodině akademického malíře a sochaře prof. Otakara Šorše a klavíristky Věry, rozené Štemberkové. Otec v jejích 1,5 letech ochrnul na dolní končetiny, a to následkem roztroušené sklerózy. Rodinu tak musela finančně zajistit matka, která učila hru na klavír.
Od mala sedávala u pracovního stolu vedle otce a kreslili spolu. Již v šesti letech se účastnila mezinárodní výtvarné soutěže prvních tříd s malovaným stínítkem na lampu. Když jí bylo třináct, otcova nemoc se zhoršila a zemřel. Matka se později provdala za Františka Jelínka, profesora matematiky a fyziky na rychnovském gymnáziu. Ten byl však pro protifašistickou činnost v únoru roku 1943 zatčen a poslán nejprve do koncentračního tábora v Terezíně, poté do Osvětimi, kde krátce nato zemřel.
Na matčino přání se stala středoškolskou profesorkou. Po výtvarném studiu na další vysoké škole pod vedením Cyrila Boudy a Karla Lidického se však věnovala pouze grafice a malířství.
Je knižní ilustrátorkou (více než 60 titulů), navrhuje filmové plakáty, tvoří propagační grafiku, podílí se kreslených filmech, věnuje se divadelní kostýmní tvorbě, volné grafice a perokresbě.
Roku 1979 vytvořila úspěšnou koncepci expozice na Mezinárodním veletrhu dětské knihy v Bologni.
Je zastoupena ve sbírkách Národní galerie v Praze, Muzeu moderního umění v New Yorku a jinde.